# Johannes Ernst Seiffert
Johannes Ernst Seiffert (* 7. Juli 1925 in Berlin; † 15. November 2009 in Kassel) war ein deutscher Philosoph und Pädagoge.

## Leben
Johannes Ernst Seiffert absolvierte 1943 sein Abitur an der Humboldtschule in Berlin-Tegel. Seine Eltern zählten zur sogenannten inneren Emigration. Sie waren weder NSDAP-Mitglieder noch im Widerstand, sondern standen mit aus rassistischen oder politischen Gründen Verfolgten in Kontakt. Im sogenannten „Endkampf“ um Berlin war er zusammen mit anderen Jugendlichen eingesetzt und desertierte. Die Erfahrungen des Kriegsendes waren schockierende Schlüsselerfahrungen des 19-Jährigen und trugen wesentlich zu seiner politischen wie beruflichen Bestimmung bei.
Mit Unterbrechungen studierte Johannes Ernst Seiffert an den Universitäten Prag (1944), Göttingen (1945–1950), am Pädagogischen Institut Darmstadt in Seeheim-Jugenheim (1951), den Universitäten Freiburg (1951 und 1952); Marburg (1955) und wieder Freiburg (1961 und 1962); Philosophie bei Nicolai Hartmann, Georg Misch, Eugen Fink, Martin Heidegger; Erziehungswissenschaften bei Herman Nohl, Friedrich Trost; Eugen Fink; Soziologie bei Ludwig Neundörfer (Soziographie), Wolfgang Abendroth (politische Soziologie) und Arnold Bergstraesser (Kultursoziologie); Psychologie bei Johann Peter Ruppert (Sozialpsychologie), Robert Heiß und Hans Bender, ferner Literaturwissenschaft, Musik- und Theaterwissenschaft.
Nach 1945 engagierte sich J. E. Seiffert bei den Pfadfindern (DPB-Nachfolger im Aufbau), versuchte später Eberhard Koebels („Tusk“) Jugendorganisation dj.1.11 in enger Anlehnung an Tusks Entwürfen gemeinsam mit Fred Hess (Deutsche Freischar Nürnberg) wieder aufzubauen (Seiffert führte bis 1963 die Kasseler dj.1.11-Gruppe; es gab gelegentlich Kontakte zu Mitgliedern der Stuttgarter Rominshorde und des Maulbronner Kreises um Fritz Jeremias, genannt Muschik, und dj.1.11 Moringen). Zwischenzeitlich war er in der sozialpädagogischen Ausbildung tätig. Die jugend- und erwachsenenbildnerische Komponente seines Wirkens und Studiums schlug sich auch im Thema seiner Dissertation an der Philosophischen Fakultät der Albert-Ludwigs-Universität Freiburg (1962) nieder: Das Erzieherische in Martin Bubers chassidischen Anekdoten (Takatsuki, Kyoto 1963).
Von 1962 bis 1970 war Seiffert Lektor für deutsche Sprache und Literatur in Japan, zunächst an der Universität von Kyoto, dann an der Universität Hirosaki. Es folgten erste Arbeiten für den Hörfunk und Publikationen zu Walter Benjamin.
1972 übersiedelte er mit seiner ersten Familie nach Göttingen und war an der Pädagogischen Hochschule Göttingen tätig. In Göttingen gründete er eine Gruppe der Revolutionär-Kommunistischen Jugend (RKJ), der Jugendorganisation der trotzkistischen Gruppe Internationaler Marxisten. 1973 ließ er sich von seiner ersten, japanischen Frau scheiden und folgte einem Ruf als Professor an die neu entstehende Gesamthochschule Kassel (heute: Universität Kassel).
In Kassel war er Mitanreger der Rosenzweig-Professur und Mitbegründer der FIU Kassel, gemeinsam mit seiner Lebensgefährtin, der Dichterin Roswitha Seiffert (1956–2019).  Er führte das Projekt „Kulturelle Anstiftung“ weiter, das sich unter anderem an der (von Mikis Theodorakis angeregten) Vertonung moderner europäischer Dichtung versuchte. 1991 gründete er die Philosophische Praxis Witzenhausen und gab das von 1999 bis 2003 erschienene Aperiodikum bulletin philosophique (ISSN 1437-5168) heraus. Bei den Bemühungen, an der neuen Potsdamer Universität einen kulturwissenschaftlichen Studiengang aufzubauen, war er 1991/1992 ehrenamtlich tätig. Er beteiligte sich an Projekten mit Berliner und Brandenburger Künstlern und Studenten.

## Schriften
- Das Erzieherische in Martin Bubers chassidischen Anekdoten. Dissertation. Freiburg i. B. 1962.
- Walter Benjamin Geschichtsphilosophie Thesen. Osaka 1967.
- hier sei kühl. Hirosaki 1968.
- Zur Situationserkenntnis in der Curriculumforschung. Vorfragen. Fakultät der Universität Hirosaki, 1969.
- das graue ungeheuer. Hirosaki 1969.
- Zengakuren; Universität und Widerstand in Japan. (= Schriften zum Klassenkampf. Nr. 13). Trikont, München 1969.
- Pädagogik der Sensitivierung. Kübler, Lampertheim 1975, ISBN 3-921265-10-X.
- Neue Apokryphen. Natan's Privatedition, Kassel 1977 (Vertrieb: Verlag Roter Stern)
- Auschwitz als Gegenwart. Ein Umdenkversuch. Werkstatt, Kassel 1981.
- Eberhard Köbels Entwurf. Werkstatt, Kassel 1982, ISBN 3-88752-989.
- mit Roswitha Ritze-Seiffert: tusk für erwachsene. Werkstatt, Kassel 1985.
- Hohe Kunst und Jugendbewegung. 1988.
- Kulturphilosophie Einleitung. GHK-Bilbliothek Kassel, 1990.
- Walter Benjamin als Lehrer deutscher Identität. In: Lorenz Jäger, Thomas Regehly (Hrsg.): Was nie geschrieben wurde, lesen. Aisthesis, Bielefeld 1992.
- Fünf Finger voll Sand. Brandenburgisches Hand-Orakel. AIGN, Witzenhausen 1996, ISBN 3-931343-01-4.
- Antwort. AIGN Verlag, Witzenhausen, 1997, ISBN 3-931343-05-7,
- Die Erde führt eine Biene im Wappen. AIGN 1998, ISBN 3-931343-09-X und Lichtsalz, beide Gedichtbände unter Pseudonym IOANN AIGN 2004, ISBN 3-931343-13-8.
- Areligiöse Frömmigkeit. AIGN Verlag, Kassel 2005, ISBN 3-931343-17-0.
- Lied im Herbst. 17 Vertonungen moderner russ., franz., dt. Dichtung. AIGN Verlag, Kassel 2007, ISBN 978-3-931343-22-4.
- Die Erde übersetzen. AIGN Verlag, Kassel 2007, ISBN 978-3-931343-23-1.
- bulletin philosophique. No. I - XXV, AIGN Verlag, Kassel 1999–2017
- Epochalanalyse und kulturelle Anstiftung. (= Philosophische Schriften. Band 1). AIGN Verlag, Kassel 2012, ISBN 978-3-931343-25-5. Zum kulturwissenschaftlichen Profil des 20. Jahrhunderts, „Einsturz der Bezugsrahmen“ und daraus entstehendem Gestaltungsimperativ